# Flughafen Marrakesch-Menara

i7
i11
i13
Der Flughafen Marrakesch-Menara (arabisch مطار مراكش المنارة الدولي, DMG Maṭār Murrākuš al-Mināra ad-Duwalī, französisch Aéroport Marrakech-Ménara, englisch Menara International Airport, IATA-Code: RAK, ICAO-Code: GMMX) ist der internationale Flughafen der marokkanischen Stadt Marrakesch und zugleich der flächenmäßig zweitgrößte Marokkos. Er besteht aus zwei Flughafengebäuden mit einer Fläche von 22 Hektar. Vor Ort befinden sich 53 Unternehmen und 18 Flugzeug-Parkplätze. Landeerlaubnis haben alle gängigen Flugzeugtypen inklusive der Boeing 747.

## Fluggesellschaften und Ziele
Royal Air Maroc fliegt von Marrakesch verschiedene Flughäfen in Spanien, Italien, Frankreich, der Schweiz und Großbritannien an. Daneben operieren etliche andere Fluggesellschaften, darunter auch die Billigfluggesellschaften Ryanair, Transavia und EasyJet, die in der Sommersaison einen großen Passagieranteil haben. Unter den Charter-Airlines fliegen Eurowings und Edelweiss Air  den Flughafen an.

## Öffentliche Verkehrsanbindung

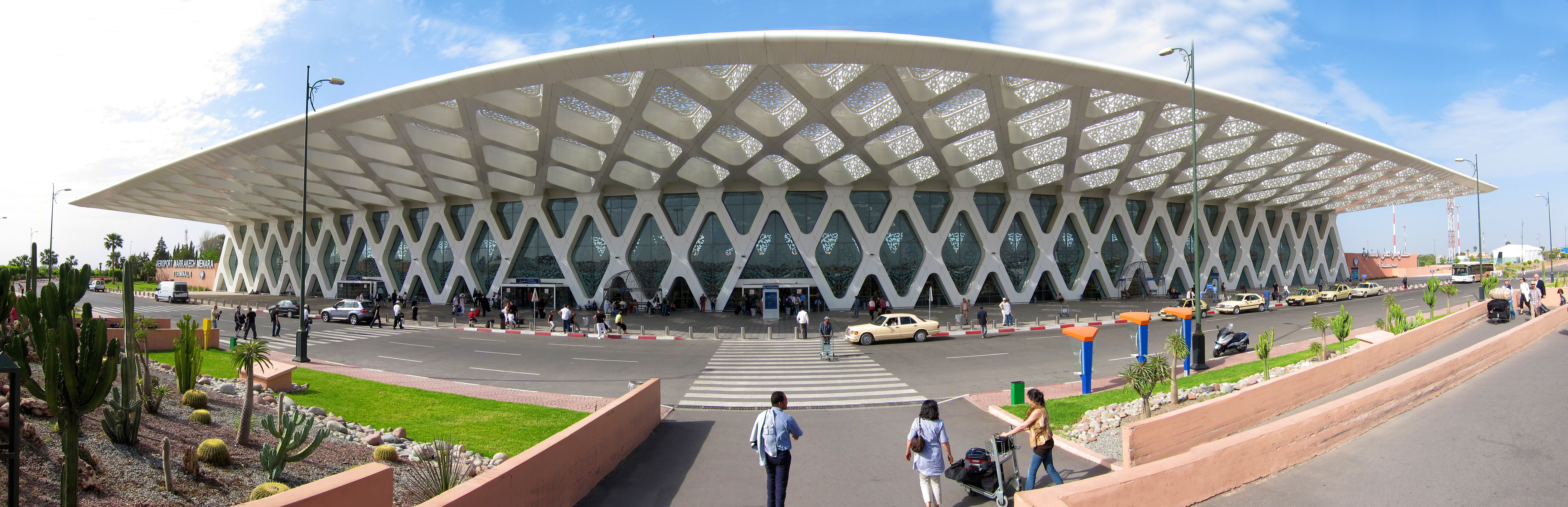
Flughafen Marrakesch-Menara (2010)

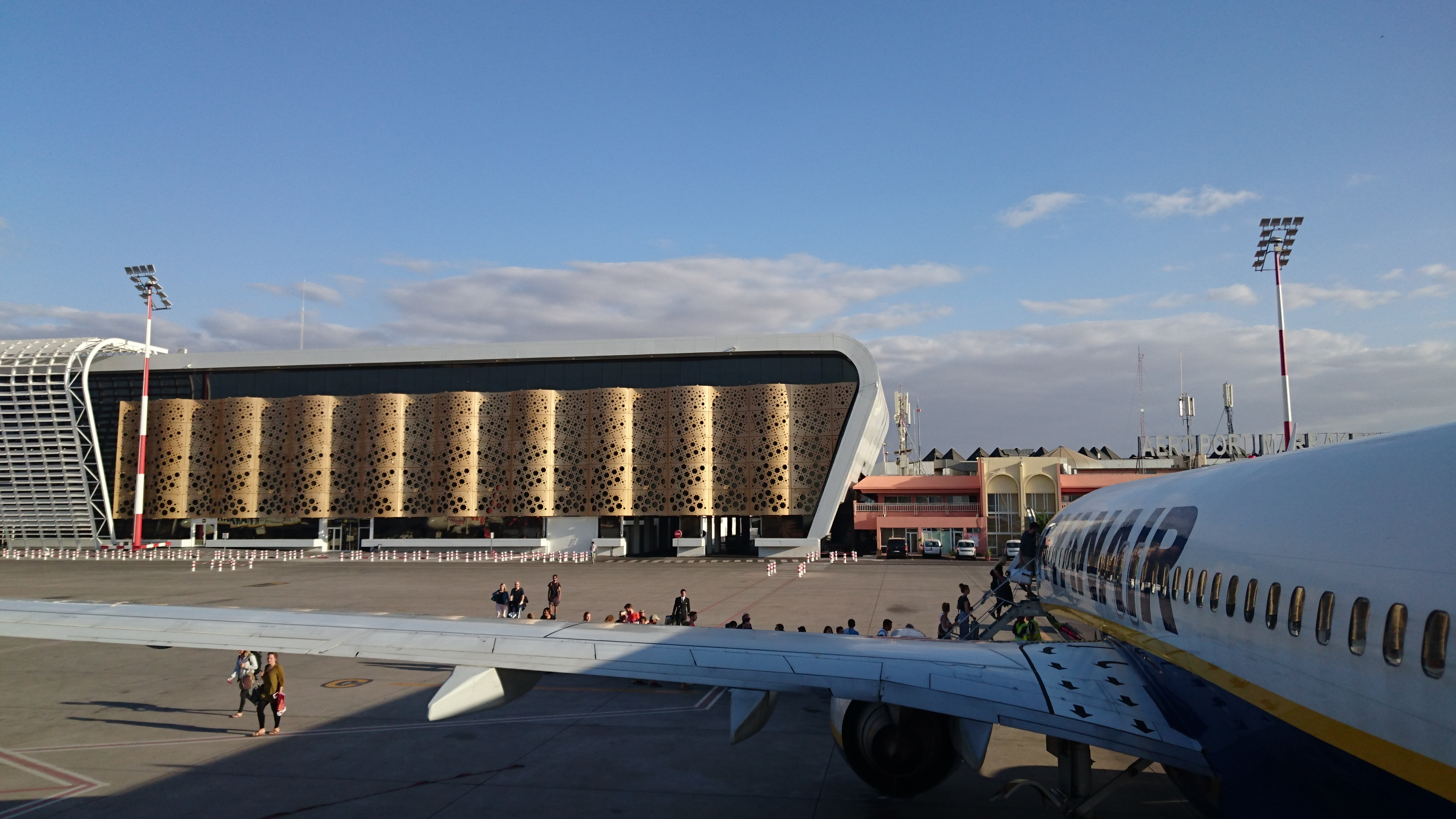
Flughafen Marrakesch-Menara (2017)

Der Flughafen Marrakesch-Menara liegt etwa viereinhalb Kilometer südwestlich des Stadtzentrums. Er ist gut mit öffentlichen Verkehrsmitteln zu erreichen. Es gibt eine regelmäßige Busanbindung mit der Linie 19, die alle 30 Minuten direkt in die Innenstadt von Marrakesch fährt. Die Busse verkehren vom Flughafenterminal zwischen 6.30 Uhr und 23.30 Uhr und vom Stadtzentrum zwischen 6.15 Uhr und 0.15 Uhr. Sie steuern alle wichtigen Punkte in der Innenstadt an, z. B. den zentralen Marktplatz Djemaa el Fna. Die Busfahrt kostet 30 DH (1 DH = ca. 0,09 EUR). Es sind auch "Aller-retour"-Tickets verfügbar, welche 50 DH kosten und eine Rückfahrt innerhalb von zwei Wochen erlauben (alle Angaben: Stand 2013). Weiterhin besteht die Möglichkeit mit dem Taxi zu fahren. Der Taxiparkplatz befindet sich direkt vor dem Ankunftsterminal. Die Taxen haben Festpreise. 